# 曇摩流支
曇摩流支，漢譯法樂，西域佛僧。以擅長律藏聞名。“曇摩”卽曇摩，“流支”意思是“乐趣、喜爱、兴趣、光彩、绚丽、光、色”等。

## 弘傳經歷：律學
後秦君王姚興崇奉佛教，大興正道，弘始年間(西元399年-416年) 是佛經傳譯的一段重要的時間。像是弘始六年十月十七日(西元404年)，姚興便「集義學僧數百餘人於長安中寺」，進行譯經的事業。與會的名僧有鳩摩羅什、弗若多羅等。
眾所周知，鳩摩羅什的譯經主要貢獻在般若經的漢譯上面，起到大乘佛教及般若思想的傳播之功。至於律學方面，雖然鳩摩羅什曾受學於卑摩羅叉律師，對自己在律學上的理解也有相當把握，但又有自己因緣上的法礙。因此，律學的傳播從曇柯迦羅開始，其後主要是弗若多羅。僧傳記載弗若多羅「少出家，以戒節見稱，備通三藏而專精十誦律部。」所以當姚興在長安集結精通義學的僧人譯經時，鳩摩羅什便請弗若多羅背誦出《十誦律》的梵文本，再由羅什本人譯成晉文。可惜，只進行到三分之二，弗若多羅便罹疾棄世。
根據《高僧傳》所記，精通律學的曇摩流支在弘始七年到達長安，正好可以接續律學的弘傳。這個因緣由淨土名僧慧遠發動，寫了一封信給曇摩流支。信中表明：律學的傳播本在鳩摩羅什和弗若多羅身上有了好的開始，卻也因為弗若多羅的逝世而起了變化。現在知道曇摩流支對於戒律精通且嫻熟，因此，個人極為渴慕得到完整而究竟的戒律傳授，懇請流支能夠將《十誦律》的漢譯完成。曇摩流支接受了慧遠的請求，精過周研的討論研議，制定翻譯的條例要點後，由流支誦出梵文本，再由羅什翻譯，共五十八卷。鳩摩羅什雖然覺得《十誦律》的部頭篇幅過大，但來不及刪修，就辭世了。其後由卑摩羅叉將初稿帶到壽春（今安徽壽縣）石澗寺，補譯出《善誦毗尼序》（或稱《毗尼誦》）三卷，整理為六十一卷。
至於曇摩流支，法師慧觀本欲請下京師。但流支卻認為彼土有人、有法，足以利世。便要往沒有律教的地方進行弘法。於是遊化餘方，不知所卒。

## 同名異人
(二)曇摩流支，南印度人。夙志弘道，北魏景明年間至洛陽。景明二年（501）於白馬寺譯出《如來莊嚴智慧光明入一切佛境界經》二卷。正始年間，譯出《信力入印法門經》五卷、《金色王經》一卷。其餘事蹟及生卒年等不詳。
又據《續高僧傳》卷一菩提流支傳載，後周天和年中，有摩勒國沙門達摩流支，奉敕譯出《婆羅門天文》二十卷。以年代稍遲，恐非同一人。〔歷代三寶紀卷三、大唐內典錄卷四、開元釋教錄卷六〕 p6237